# Finstown
Finstown è un villaggio delle Isole Orcadi, in Scozia, situato sull'isola Mainland, di cui è il terzo centro abitato per dimensioni; si trova nella parrocchia di Firth Il villaggio si trova lungo la Baia di Firth, il cui margine è una piana di marea fangosa superficiale. Finstown si trova alla confluenza delle strade A965 e A966.

## Storia
Reperti storici sono stati rinvenuti nella forma di antichi ossari, ad ovest della scuola primaria. Più ad est, verso Kirkwall, si trova la Rennibister Earth House, che si stima abbia circa 3.000 anni.

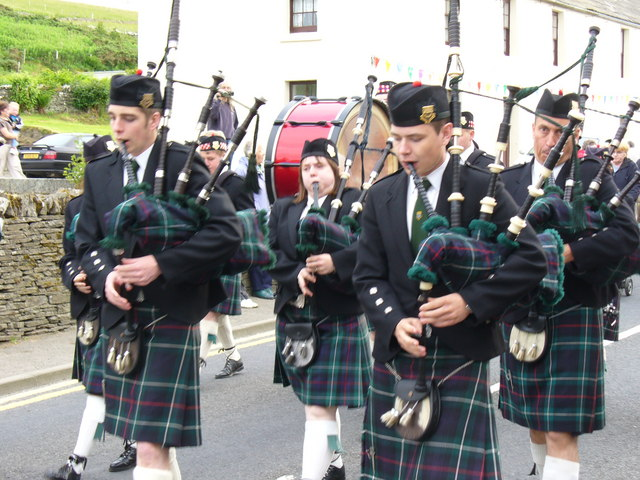
Finstown Gala con pipe band. Crediti: Colin Smith

In passato chiamata "Toon o' Firth", si crede che l'origine del nome Finstown provenga da un irlandese di nome David Phin, che giunse nell'isola nel 1811. Soldato del IX Battaglione Reale dei Veterani, sposò una ragazza di Kirkwall nel 1813 e nel 1820 aprì una birreria chiamata Toddy Hole, associandosi con John Miller di Millquoy. Quattro anni dopo i due litigarono e Phin partì per Aberdeen, ma il suo nome rimase. La birreria è oggi sede dell'ostello Pomona Inn, che prende il nome da un'antica denominazione dell'isola Mainland delle Orcadi.

## Comunità
Finstown ha un ufficio postale, la scuola primaria di Firth, due pub (uno chiuso, attualmente), uno dei quali è il Pomona Inn, un negozio e un parcheggio. Gran parte degli edifici sono situati sulla strada principale che congiunge Stromness a Kirkwall.